# 삼호교
삼호교(三呼橋, Samhogyo Bridge)는 울산광역시 중구 다운동과 남구 무거동을 연결하는 교량으로, 1924년(다이쇼 13년) 울산과 부산 간 내륙 교통을 원활히 하여 식민통치를 용이하게 하기 위하여 일본인이 설계하였으며, 인근 주민들이 동원되어 약 1년에 걸쳐 공사가 진행되었다. 그 결과, 총연장 230미터, 폭 5미터, 높이 7미터 규모로 건설된 '구 삼호교'는 울산 지역 최초의 근대식 교량이다.
이후 울산의 도시 성장이 가속화되면서 교통량을 수용하기 어려워졌고, 이에 따라 1959년에는 2차로 규모의 차도교가 추가로 건설되었다. 또한 1990년대에는 북부순환도로의 일부로 왕복 8차로 규모의 신삼호교가 건설되었으며, 이 과정에서 설계상의 불가피한 사유로 다운동 방면 구 삼호교 인도교의 일부가 철거되었다. 현재는 나무로 된 경사로가 해당 구간의 기능을 대신하고 있다.
한편, 구 삼호교의 인도교는 2004년 9월 4일 대한민국의 등록문화재 제104호로 지정되었다.

## 같이 보기
- 울산 구 삼호교